# Isabella af Angoulême
Isabella af Angoulême (fransk: Isabelle d'Angoulême, IPA: [izabɛl dɑ̃ɡulɛm]; ca. 1186/1188 – 4. juni 1246) var dronning af England som anden hustru til Kong Johan fra 1200 indtil Johans død i 1216. Hun var også i sin egen ret grevinde af Angoulême fra 1202 til sin død.
Isabella havde fem børn med kongen, inklusive hans arving, den senere Henrik 3. I 1220 giftede Isabella sig med Hugo 10. af Lusignan, greve af La Marche, som hun fik yderligere ni børn med.
Nogle af Isabellas samtidige såvel som senere forfattere hævder, at Isabella dannede en sammensværgelse mod kong Ludvig 9. af Frankrig i 1241 efter at være offentligt blevet afvist af hans mor, Blanka af Castilla, som hun havde et dybt siddende had til. I 1244, efter at komplottet var mislykkedes, blev Isabella beskyldt for at have forsøgt at forgifte kongen. For at undgå anholdelse søgte hun tilflugt i Fontevraudklostret, hvor hun døde to år senere, men intet af dette kan bekræftes.

## Dronning af England
Isabella var den eneste datter og arving af Aymar Taillefer, greve af Angoulême, og af Alix af Courtenay, der var søster til Peter 2. af Courtenay, senere latinsk kejser af Konstantinopel og barnebarn af Kong Ludvig 6. af Frankrig.
Isabella blev grevinde af Angoulême i sin egen ret den 16. juni 1202, hvor hun allerede var dronning af England. Hendes ægteskab med Kong Johan fandt sted den 24. august 1200 i Angoulême, et år efter at han fået sit første ægteskab med Isabella af Gloucester annulleret. Hun blev kronet til dronning i en overdådig ceremoni den 8. oktober i Westminster Abbey i London. Isabella var oprindeligt blevet forlovet med Hugo 9. le Brun, greve af Lusignan, søn af greven af La Marche. Som et resultat af, at Johans ubesindighed med at tage hende som sin anden hustru, konfiskerede kong Filip 2. af Frankrig alle deres franske besiddelser, og væbnede konflikter fulgte.
På tidspunktet for sit ægteskab med Johan blev den blonde og blåøjede var Isabella allerede af nogle gjort berømt for hendes skønhed, og hun er undertiden af historikere blevet kaldt middelalderens Helena. Isabella var meget yngre end sin mand og havde et flygtigt temperament, der lignede hans eget. Kong Johan var forgabt in sin unge, smukke kone. Dog havde hans erhvervelse af hende mindst lige så meget at gøre med at chikanere hans fjender som det var romantisk kærlighed. Hun var allerede forlovet med Hugo 9. le Brun, da Johan tog hende. Det blev sagt, at han forsømte sine statsanliggender for at tilbringe tid med Isabella, og ofte forblev han i sengen med hende indtil middag. Dette var dog rygter spredt af Johans fjender for at miskreditere ham som en svag og groft uansvarlig hersker, i betragtning af at Johan på det tidspunkt var i en desperat krig mod kong Filip af Frankrig for at holde fast i de kontinentale dele af Det Angevinske Rige. Det almindelige folk begyndte at kalde hende for en "sirene" eller "Messalina", et tydeligt tegn på folkets syn på hende. Hendes svigermor Eleonora af Aquitanien accepterede hende uden problemer som Johans hustru.
Den 1. oktober 1207 på Winchester Castle fødte Isabella en søn og arving, der fik navnet Henrik efter kongens far, Henrik 2. Han blev hurtigt fulgt af en anden søn, Richard, og tre døtre, Johanne, Isabella og Eleonora. Alle fem børn overlevede til voksenalderen, indgik strålende ægteskaber og på nær Johannne fik de alle afkom.

## Andet ægteskab
Da kong Johan døde i oktober 1216, var Isabellas første handling at arrangere den hurtige kroning af hendes ni år gamle søn i byen Gloucester den 28. oktober. Da kongekronen for nylig var gået tabt i The Wash, sammen med resten af kong Johans rigdomme, gav hun sin egen lille gyldne krone til brug i stedet for en rigtig krone. Den følgende juli, mindre end et år efter sønnens kroning som kong Henrik 3. af England, overlod hun ham i varetægt til hans regent, William Marshal, 1. jarl af Pembroke og vendte tilbage til Frankrig for at overtage kontrollen over hendes arv Angoulême.
I foråret 1220 giftede Isabella sig med Hugo 10. af Lusignan, "le Brun", Seigneur de Luisignan, greve af La Marche, sønnen til hendes tidligere forlovede, Hugo 9., som hun havde været forlovet med inden hendes ægteskab med Kong Johan. Det var tidligere blevet arrangeret, at hendes ældste datter Johanne skulle gifte sig med Hugo, og den lille pige var vokset op ved Lusignan-hoffet som forberedelse til sit ægteskab. Men Hugo, efter at have set Isabella, hvis skønhed ikke var formindsket, foretrak pigens mor. Johanne blev bestemt gift med en anden mand, Kong Alexander 2. af Skotland, som hun blev gift med i 1221.
Isabella havde giftet sig med Hugo uden samtykke fra kongens råd i England, som det var krævet af enkedronning. Dette råd havde magt til ikke kun at bestemme hendes eventuelle ny mand, men også til at beslutte, om hun overhovedet skulle have tilladelse til at gifte sig igen. At Isabella lød hånt om dets myndighed, fik rådet til at konfiskere hendes enkesæde og stoppe udbetalingen af hendes pension. Isabella og hendes mand gjorde gengældelse ved at true med at beholde Johanne, der var blevet lovet i ægteskab til kongen af Skotland, i Frankrig. Rådet svarede ved først at sende rasende breve til paven, underskrevet i den unge kong Henriks navn, og opfordrede ham til at ekskommunikere Isabella og hendes mand, men besluttede derefter at nå til enighed med Isabella for at undgå konflikt med den skotske konge, der var ivrig efter at modtage sin brud. Isabella blev tildelt tinminerne i Devon og Aylesburys indtægter i en periode på fire år som kompensation for hendes konfiskerede enkesæde i Normandiet samt de resterende 3.000 pund for hendes pension.
Isabella fik yderligere ni børn med Hugo 10. Deres ældste søn Hugo 11. af Lusignan efterfulgte sin far som greve af La Marche og greve af Angoulême i 1249.
Isabellas børn fra hendes kongelige ægteskab sluttede sig ikke til hende i Angoulême, da de forblev i England med deres ældste bror Henrik 3.

## Oprør og død
Beskrevet af nogen i samtiden som "forfængelig, lunefuld og besværlig", kunne Isabella ikke forlige sig med sin mindre fremtrædende position i Frankrig. Selvom hun var dronningemoder af England, blev Isabella nu for det meste betragtet som blot en grevinde af La Marche og måtte give andre kvinder forrang. I 1241 da Isabella og Hugo blev indkaldt til det franske hof for at sværge troskab til Kong Ludvig 9. af Frankrigs bror, Alfons, der var blevet indsat som greve af Poitou, affærdigede deres mor enkedronning Blanka hende åbent. Dette irriterende så voldsomt Isabella, der havde et dybt siddende had mod Blanka for hendes inderlige støtte til den franske invasion af England under den Første baronerkrig i maj 1216, at hun begyndte aktivt at konspirere mod Kong Ludvig. Isabella og hendes mand forsøgte sammen med andre utilfredse adelige, herunder hendes svigersøn Raymond 7. af Toulouse, at skabe en engelsk-støttet konføderation, der forenede provinserne i syd og vest mod den franske konge. Hun opmuntrede sin søn Henrik til hans invasion af Normandiet i 1230, men gav ikke ham den støtte, hun havde lovet.
I 1244 efter at konføderationen var mislykkedes og Hugo havde indgået fred med Kong Ludvig, blev to kongelige kokke arresteret for at forsøge at forgifte kongen. Under afhøring erkendte de, at de var blevet betalt af Isabella. Inden Isabella kunne blive taget til fange, flygtede hun til Fontevraudklostret, hvor hun døde den 4. juni 1246.
Efter Isabellas egen forudgående aftale blev hun først begravet på abbediets kirkegård som et symbol på anger for sine mange ugerninger. På et besøg til Fontevraudklostret blev hendes søn Kong Henrik 3. af England chokeret over at finde hende begravet uden for klostret og beordrede hende straks flyttet indenfor. Hun blev endelig placeret ved siden af Henrik 2. og Eleonora af Aquitanien. Bagefter sejlede de fleste af hendes mange Lusignan-børn, der kun havde få muligheder i Frankrig, til England og Henrik, deres halvbrors hof.  

## Børn
- Med kong Johan af England: 5 børn, som alle nåede voksenalderen, herunder:

1. Kong Henrik 3. af England (1. oktober 1207 – 16. november 1272). Gift med Eleonora af Provence, som han fik børn med, herunder hans arving Kong Edvard 1. af England.
2. Richard, jarl af Cornwall og Romernes Konge (5. januar 1209 – 2. april 1272). Gift (1) med Isabel Marshal, (2) med Sancha af Provence og (3) med Beatrix af Falkenburg. Fik børn.
3. Johanne (22. juli 1210 – 1238), hustru til Kong Alexander 2. af Skotland. Hendes ægteskab var barnløst.
4. Isabella (1214–1241), hustru til Kejser Frederik 2., som hun fik børn med.
5. Eleonora (1215–1275). Gift (1) med William Marshal, 2. jarl af Pembroke, (2) med Simon de Montfort, 6. jarl af Leicester, som hun fik børn med.

- Med Hugo 10. af Lusignan, greve af La Marche: ni børn, som alle nåede voksenalderen, herunder:

1. Hugo 11. af Lusignan (1221–1250), greve af La Marche oggreve af Angoulême. Gift med Yolande de Dreux, grevinde af Penthièvre og Porhoet, som han fik børn med.
2. Aymar af Lusignan (1222–1260), biskop af Winchester
3. Agnes af Lusignan (1223–1269). Gift med Vilhelm 2. af Chauvigny (d. 1270) og fik børn.
4. Alice af Lusignan (1224 – 9. februar 1256). Gift med John de Warenne, 6. jarl af Surrey, som hun fik børn med.
5. Guy af Lusignan (ca. 1225 – 1264), dræbt i Slaget ved Lewes. (Tufton Beamish hævder, at han undslap til Frankrig efter Slaget ved Lewes og døde der i 1269).
6. Godfred af Lusignan (ca. 1226 – 1274). Gift i 1259 med Johanne, viscountess af Châtellerault, som han fik børn med.
7. Isabella af Lusignan (ca. 1226/1227 – 14. januar 1299). Gift (1) inden 1244 med Maurice 4., seigneur af Craon (1224–1250),[18] som hun fik børn med, (2) med Geoffrey de Rancon.[19]
8. Vilhelm af Lusignan (ca. 1228 – 1296). 1. jarl af Pembroke. Gift med Joan de Munchensi, som han fik børn med.
9. Margrete af Lusignan (ca. 1229 – 1288). Gift (1) i 1243 med Raymond 7. af Toulouse, (2) ca. med 1246 med Aimery 9. af Thouars, viscount af Thouars og fik børn.

## I tv og film
Hun blev spillet af skuespillerinden Zena Walker i tv-serien The Adventures of Robin Hood i episoden "Isabella" (1956), inden hendes ægteskab med Johan, men ikke som en 12-årig. Hun blev portrætteret af skuespillerinden Victoria Abril i 1976-filmen Robin and Marian .  Hun blev spillet af skuespillerinden Cory Pulman i episoden "The Pretender" (1986) af tv-serien Robin of Sherwood. Hun blev portrætteret af skuespillerinden Léa Seydoux i 2010-filmen Robin Hood .

## Yderligere læsning
- Castaigne, Jean François. Isabelle d'Angoulême, Comtesse-Reine, Angoulême, 1836.
- Richardson, H.G. The Marriage and Coronation of Isabelle of Angoulême, in The English Historical Review, september 1946.
- Snellgrove, Harold. Lusignans i England, 1247–1258, in University of New Mexico Publications in History, # 2, 1950.

## Eksterne links
- Isabella af Angoulêmes adelsrang